# Metro ve Smyrně
Metro ve Smyrně (turecky İzmir Metrosu) je součástí systému městské hromadné dopravy ve Smyrně. Jedná se o jeden z pěti systémů metra v Turecku – další se nacházejí v Istanbulu, Ankaře, Burse a Adaně.
Prvotní výkopové práce započaly v roce 1992. Prvních deset stanic na trase Üçyol–Bornova bylo otevřeno 22. dubna 2000. V roce 2024 byla v provozu jedna linka (M1) se 24 stanicemi v celkové délce 27 km. Mnoho dalších stanic je ve výstavbě a ve fázi plánování. Je v plánu rozšíření o další dvě linky.
Základní jízdné činí 3,56 TL a studentské jízdné je 1,64 TL.

## Seznam stanic
Směr západ-východ
| Název stanice                      | Datum otevření    |
| ---------------------------------- | ----------------- |
| Kaymakamlık                        | 4. března 2024    |
| 100. Yıl Cumhuriyet Şehitlik       | 24. února 2024    |
| Narlıdere İtfaiye                  | 24. února 2024    |
| Güzel Sanatlar                     | 24. února 2024    |
| Dokuz Eylül Üniversitesi Hastanesi | 24. února 2024    |
| Çağdaş                             | 24. února 2024    |
| Balçova                            | 24. února 2024    |
| Fahrettin Altay                    | 26. července 2014 |
| Poligon                            | 26. července 2014 |
| Göztepe                            | 25. března 2014   |
| Hatay                              | 29. prosince 2012 |
| İzmirspor                          | 29. prosince 2012 |
| Üçyol                              | 22. května 2000   |
| Konak                              | 22. května 2000   |
| Çankaya                            | 22. května 2000   |
| Basmane                            | 22. května 2000   |
| Hilal                              | 22. května 2000   |
| Halkapınar                         | 22. května 2000   |
| Stadyum                            | 22. května 2000   |
| Sanayi                             | 22. května 2000   |
| Bölge                              | 22. května 2000   |
| Bornova                            | 22. května 2000   |
| Ege Üniversitesi                   | 30. března 2012   |
| Evka 3                             | 30. března 2012   |